# Landgericht Marktheidenfeld
Das Landgericht Marktheidenfeld war ein von 1840 bis 1879 bestehendes bayerisches Landgericht älterer Ordnung mit Sitz in Marktheidenfeld im heutigen Landkreis Main-Spessart. Die Landgerichte waren im Königreich Bayern Gerichts- und Verwaltungsbehörden, die 1862 in administrativer Hinsicht von den Bezirksämtern und 1879 in juristischer Hinsicht von den Amtsgerichten abgelöst wurden.
Im Jahr 1804 wurde im Verlauf der Verwaltungsneugliederung Bayerns das Landgericht Homburg mit Sitz in Marktheidenfeld errichtet. Dieses wurde nach der Gründung des Königreichs Bayern dem Mainkreis zugeschlagen. Im Jahr 1840 wurde das Landgericht Homburg nach seinem Sitz in Landgericht Marktheidenfeld umbenannt.